# Theodore Baker
 Theodore Baker  (n. 3 iunie 1856 în New York City - d. 13 octombrie 1934 în Dresda) a fost un muzicolog, editor și lexicograf american, care a trăit în SUA și Germania.